# Тербій
Тербій — хімічний елемент Символ Tb, атомний номер 65; ат. м. 158,9254. Рідкісноземельний метал, лантаноїд.
У природі є один стабільний ізотоп 159Tb. Оксиди TbO2, Tb2О3. У 1843 р. вперше швед. хімік К. Г. Мосандер при дослідженні ітрієвої землі розклав концентрат Y2O3 на ітрієвий, тербієвий і ербієвий оксиди. На початку ХХ ст. франц. хімік Ж. Урбан першим отримав чистий тербій.
Проста речовина — тербій. Блискучий метал, належить до лантоноїдів. Густина 4,35, tплав 1357 °С, tкип 3223 °С. Хімічно активний, на повітрі окиснюється, реагує при кімнатній температурі з водою, соляною, азотною і сірчаною кислотами, при нагріванні — з воднем, азотом, вуглецем і фосфором.

## Історія
У 1843 р. вперше шведський хімік К. Г. Мосандер при дослідженні ітрієвої землі розклав концентрат Y2O3 на ітрієвий, тербієвий і ербієвий оксиди. На початку 20 століття французький хімік Ж. Урбан першим отримав чистий тербій.
Разом з ще трьома хімічними елементами (ербій, ітербій, ітрій) отримав назву пов'язану з мінералом ітербітом (нині відомий як гадолініт), що, в свою чергу, названий на честь поселення Іттербю, що розташоване на острові Ресаре зі Стокгольмського архіпелагу, у копальні біля якого цей мінерал вперше був знайдений.

## Поширення
Кларк у земній корі 4,3•10−4 (мас), у морській воді ~10−7 мг/л. Найбільшу частку тербію, що доходить до 1 %, має евксеніт, проте зазвичай тербій добувають разом з іншими рідкісноземельними металами з монациту, ксенотиму і бастнезиту, де його концентрація в десятки разів менша.  Разом з РЗЕ присутній в інших мінералах: самарськіті, гадолініті, ліпариті та ін.

## Отримання

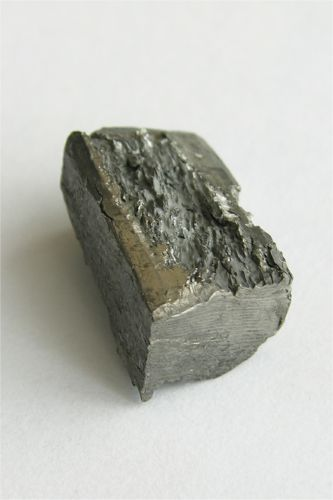
Тербій

Виділяють тербій із суміші рідкісноземельних елементів методами іонної хроматографії або екстракції.
Переводять оксид тербію у фторид тербію та відновлюють кальцієм з утворенням фториду кальцію. Решту кальцію відганяють при переплавленні суміші у вакуумі.
Металічний тербій отримують металотермічним відновленням TbCl3 або TbF3.

## Фізичні властивості
Тербій має дві алотропні форми — при температурі нижчій за 1575 К (1302 °C) існує α-тербій, що має гексагональну щільноупаковану ґратку з параметрами a = 3,605 Å, c = 5,697 Å. При температурі вищій за 1575 К і нижчій температури плавлення (1630 К) перетворюється на β-тербій, що має об'ємноцентровану ґратку з періодом 4,02 Å.
Коефіцієнт теплового розширення — 8,5×10−6 К−1.
Модуль всебічного стиску — 39,9 ГПа, модуль Юнга — 57,5 ГПа, коефіцієнт Пуассона — 0,261. Границя міцності — 0,167 ГПа.
Питомий опір монокристалу тербію становить 102×10−8 Ом·м вздовж головної осі, і 123×10−8 Ом·м у перпендикулярному напрямку. Температурний коефіцієнт опору — 0,00091 К−1.
При температурі нижчій за 220 К тербій — колінеарний феромагнетик. Між 220 і 230 К тербій переходить у антиферомагнетичний стан. Вище 230 К — парамагнетик.
Переріз поглинання теплових нейтронів — 44 барн. Ядерний магнітний момент — 1,52 ядерних магнетонів.

## Хімічні властивості
Тербій є одним з небагатьох лантаноїдів, що може мати ступінь окиснення не тільки +3, але й +4.
Тербій повільно, а при високій температурі активно реагує з киснем повітря з утворенням змішаного тербій (III, IV) оксиду:
6 Tb + 7 O2 → 2 Tb4O7
Окис тербію має шоколадний або каштановий колір.
Повільно реагує з водою, однак реакція пришвидшується при нагріванні з утворенням гідроксиду:
2 Tb + 6 H2O → 2 Tb(OH)3 + 3H2
У розчині існує у вигляді Tb3+ іонів: Тербій реагує з галогенами:
2 Tb + 3 X2 → 2 TbX3 , де Х — F, Cl, Br, I [солі білого кольору ]
Tb реагує з розбавленою сульфатною кислотою з утворенням Tb(III) іону, який забарвлює розчин у рожевий колір (існує як [Tb(OH2)9]3+ аквакомплекс)
2 Tb + 3 H2SO4 → 2 Tb3+ + 3 SO2−
4 + 3 H2

## Ізотопи
Природній тербій складається лише з одного стабільного ізотопу — 159Tb.
Усього відомо 50 ізотопів тербію з масовими числами від 135 до 168, 19 з яких — метастабільні. З нестабільних ізотопів найбільші періоди розпаду мають 158Tb (180 років) і 157Tb (71 рік).

## Застосування
Тербій є значно дорожчим за інші лантаноїди, що стримує його широке використання.
Тербій входить до складу кількох розповсюджених люмінофорів для виготовлення скла, лаків, фарб тощо. До кінця 20 століття велика кількість металу йшла на виготовлення зеленого люмінофору у кінескопах кольорових телевізорів, але і зараз цей сектор використовує більшу частину усього спожитого тербію.
Додавання тербію у неодимові магніти покращує їх коерцитивну силу в умовах високих температур, що важливо для електромобілів і вітрогенераторів. Цей сектор є другим за споживанням тербію.
Сплав тербію з залізом і диспрозієм, відомий під торговою назвою Terfenol-D має найбільш сильні з усіх відомих сплавів магнітострикційні властивості (розтягування і стискання у магнітному полі). Деякі інші сплави тербію також демонструють гігантську магнетострикцію. Ці властивості дозволяють застосовувати ці сплави у різних галузях: у магнітних приводах, давачах, гідравлічних рушіях, ультразвуковій техніці, акустичних колонках та інших магніто-механічних пристроях.
Разом з оксидом цирконію тербій використовується як стабілізатор у паливних комірках, що мають працювати за високих температур.
Щороку у світі споживається 450 тонн оксиду тербію (станом на 2008 рік).